# Jack R. Pole
Jack Richon Pole (* 14. März 1922 in London; † 30. Januar 2010) war ein britischer Historiker.

## Biografie

### Herkunft, Studium und Lehrtätigkeiten
Pole stammte aus einer jüdischen Familie, die aus der Ukraine nach Großbritannien eingewandert war und sich zunächst in Glasgow niederließ. Sein Vater Joe Pole wurde wegen Kriegsdienstverweigerung während des Ersten Weltkrieges verhaftet und arbeitete später als Journalist und Leiter der Öffentlichkeitsarbeit von United Artists in London. Poles Mutter Phoebe Richards war ebenfalls jüdischer Abstammung aus einer Unternehmerfamilie, engagierte sich als Suffragette und wurde wegen Beteiligung an Aktionen zum Frauenwahlrecht im Hyde Park verhaftet. Später wurde sie als Vertreterin der Labour Party Mitglied des Stadtrates von Finchley und kritisierte als solche noch im hohen Alter die Arbeit der damaligen Abgeordneten des Unterhauses, Margaret Thatcher. Gleichwohl erhielt Pole nach dem Tode seiner Mutter einen handgeschriebenen Beileidsbrief von Thatcher, die zu diesem Zeitpunkt bereits Premierministerin war.
Der familiäre radikale politisch linke Hintergrund führten zu einer lebenslangen Abscheu Poles vor sozialer Ungleichheit und Rassendiskriminierung. In den 1960er Jahren nahm er an Demonstrationen für die Rechte von Immigranten aus dem Commonwealth of Nations in Großbritannien teil und unterstützte auch die Bürgerrechtsbewegung in den USA.
Bereits im Alter von vier Jahren wurde er eingeschult und war zunächst Schüler der Malting House School in Cambridge, die von dem Pädagogen Geoffrey Pyke begründet wurde. Später wechselte er an die King Alfred School in Hampstead (London). Nach Beendigung der Schule trat er in die British Army ein und diente im Zweiten Weltkrieg von 1939 bis 1945 als Soldat in Flugabwehrbatterien in Scapa Flow, Somaliland sowie an der Südküste Englands.
Nach Kriegsende begann er 1946 ein Studium der Geschichte am Queen’s College der Universität Oxford. Bereits während dieser Zeit spezialisierte er sich auf die Geschichte der Vereinigten Staaten und begann 1949 seine Promotion zum Doktor der Philosophie (Ph.D.) an der Princeton University in New Jersey, was zu dieser Zeit ungewöhnlich war, letztlich aber seine Laufbahn maßgeblich prägte. Während dieser Zeit lernte er auch die führenden Historiker der USA und deren Werke kennen. Zusammen mit dem späteren anerkannten Historiker Gerald Aylmer unternahm er eine ausgedehnte Forschungsreise durch die USA.
Nach Beendigung seiner Promotion war er von 1952 bis 1953 mit einem Lehrauftrag als Lecturer an der Princeton University tätig und übernahm eine Tätigkeit als Lecturer ebenfalls 1953 nach seiner Rückkehr nach Großbritannien am University College London. Zehn Jahre später wurde er zum Professor an die Cambridge University berufen, wo er Geschichte und Regierung Amerikas unterrichtete. Zugleich war er als Fellow auch Lehrbeauftragter am 1958 gegründeten Churchill College, dessen Vizerektor (Vice-Master) er später war. 1978 wurde er Professor auf dem von der Rhodes-Stiftung gestifteten Lehrstuhl für Amerikanische Geschichte an der Oxford University und wiederum zugleich zwischen 1979 und 1989 als Fellow Lehrbeauftragter am St Catherine’s College (Oxford) der Universität.
Sowohl in Cambridge als auch in Oxford gab er dem Studiengang der Amerikanischen Geschichte eine neue Prägung durch die Umgestaltung des Lehrplans und neuen Schwerpunktthemen. Im letzten Jahr des Grundständigen Studiums (Undergraduate) wurde das bisherige Thema „Sklaverei und Sezession“, das den Sezessionskrieg als Konflikt zwischen Weißen sah, geändert in „Sklaverei und Emanzipation“, das einen Schwerpunkt auf die Probleme der farbigen afrikanischen Einwanderer legte.
Während seiner Lehrtätigkeit in Cambridge und Oxford förderte er auch den Austausch von Gastwissenschaftlern und pflegte insbesondere eine enge Zusammenarbeit mit Richard Hofstadter, DeWitt Clinton Professor of American History an der Columbia University.

### Bedeutung und Veröffentlichungen
Professor Jack Pole war der bedeutendste britische Historiker und Kenner der Vereinigten Staaten von Amerika seiner Generation und seine Fachbücher und Artikel brachten ihm Lob und Anerkennung der wichtigsten US-amerikanischen Historiker ein. Er war zwar insbesondere ein Experte zur amerikanischen Revolution, schrieb aber über alle Zeitabschnitte und verband die Geschichte der Vereinigten Staaten mit der Geschichte Englands im 17. und 18. Jahrhundert.
Zu seinen ersten Veröffentlichungen zählte eine Arbeit über US-Präsident Abraham Lincoln, die 1965 zum 100. Jahrestag der Ermordung des Präsidenten während des Sezessionskrieges erschien.
Des Weiteren publizierte er eine Reihe von Werken zu den kolonialen Anfängen der Amerikanischen Revolution, der Unabhängigkeitserklärung der Vereinigten Staaten sowie zur Beratung und Ratifizierung der Verfassung der Vereinigten Staaten.
Sein bedeutendstes Buch war „Political Representation in England and the Origins of the American Republic“ (1966), was von führenden Historikern wie Bernard Bailyn und Gordon Wood in Buchrezensionen gewürdigt wurde. Poles Buch untersuchte insbesondere die Entwicklung der politischen Repräsentierung in den Schlüsselkolonien Massachusetts, Pennsylvania und Virginia und verband dieses mit der damaligen Entwicklung in England in den 1770er Jahren und die Auswirkungen auf die Entwicklung nach der Unabhängigkeitserklärung. Darüber hinaus verband er Verfassungsgeschichte, Verfassungslehre sowie die Geschichte politischer Gedanken, so dass das Buch schnell zu einem Klassiker wurde.
Sein 1973 veröffentlichtes Fachbuch „Foundations of American Independence 1763-1815“ wurde zu einem Standardwerk über die US-Geschichte jener Zeit. An seine Veröffentlichungen setzte er hoch Standards und sah daher populärwissenschaftliche Befassungen mit der Thematik der Geschichte der Vereinigten Staaten wie durch die TV- und Rundfunksendungen von Alistair Cooke kritisch.
Von ähnlicher Bedeutung wie „Political Representation in England and the Origins of the American Republic“ war auch die 1978 erschienene Studie „The Pursuit of Equality in American History“. Darin untersuchte er verschiedene Arten der Gleichheiten politischer, bürgerlicher, rassischer, sozialer und wirtschaftlicher Art in der Geschichte der USA und stellte sie durch die Erfahrungen verschiedener Gruppen wie Sklaven oder radikale Gewerkschafter im 19. Jahrhundert über Arbeiter zur Zeit des New Deal in den 1930er Jahren bis zu den Feministinnen der 1970er Jahre dar.
Für seine Verdienste wurde er 1985 zum Mitglied (Fellow) der British Academy gewählt.